# ラスベガス強奪作戦
『ラスベガス強奪作戦』（ラスベガスごうだつさくせん、原題：They Came to Rob Las Vegas）は、1968年に公開されたイタリア・フランス・スペイン・西ドイツ合作による犯罪映画。監督はアントニオ・イサシ。主演はゲイリー・ロックウッド、エルケ・ソマー、リー・J・コッブ、ジャック・パランス。

## キャスト
※括弧内は日本語吹替（初回放送1975年7月27日『日曜洋画劇場』）
- トニー：ゲイリー・ロックウッド（新克利）
- アン：エルケ・ソマー（武藤礼子）
- スコルスキー：リー・J・コッブ（富田耕生）
- ジーノ：ジャン・セルヴェ
- リロイ：ジョルジュ・ジェレ
- ダグラス：ジャック・パランス（大塚周夫）
- クーパー：ファブリツィオ・カプッチ
- ボス：ロジェ・アナン
- クラーク：マウリツィオ・アリーナ